# Fuga del Fuerte de San Cristóbal

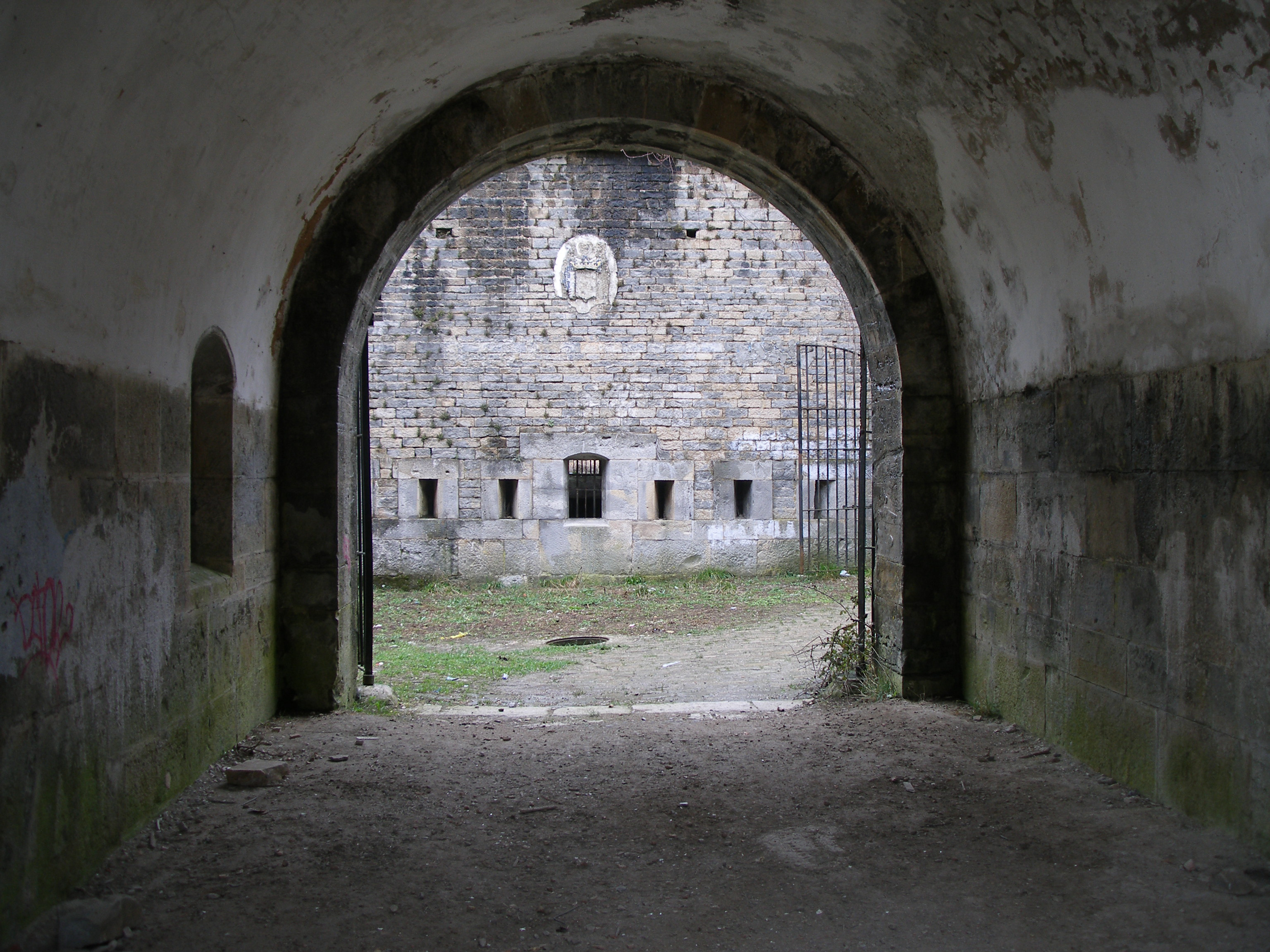
Corredor d'entrada al fort de Sant Cristóbal.

L'anomenada fuga del Fuerte de San Cristóbal o fuga de Ezkaba va tenir lloc el 22 de maig de 1938, quan 795 presoners van fugir a la desbandada del Fuerte de San Cristóbal, penal militar ubicat en el mont Ezkaba del municipi navarrès d'Ezkabarte. La fuga va ser planejada minuciosament pels presos que estaven en els pavellons més durs i que patien pitjors condicions de salubritat i alimentació. El pla de fuga va ser ideat i estructurat en esperanto, per afavorir així la comunicació entre els presos en un idioma que era desconegut pels guàrdies. Quatre dels organitzadors, Joan Alzuaz, Leopoldo Picó, Fernando Garrofé i Julián Ortega, el parlaven. En aquella època, les organitzacions sindicals anarquistes tenien l'esperanto com a llengua franca i l'esperanto va acabar sent una eina clau en el motí. Aquesta fuga ha estat considerada una de les evasions carceràries més importants de la història, no només pel nombre de persones que van fugir, sinó també per les seves sagnants conseqüències.

## Història

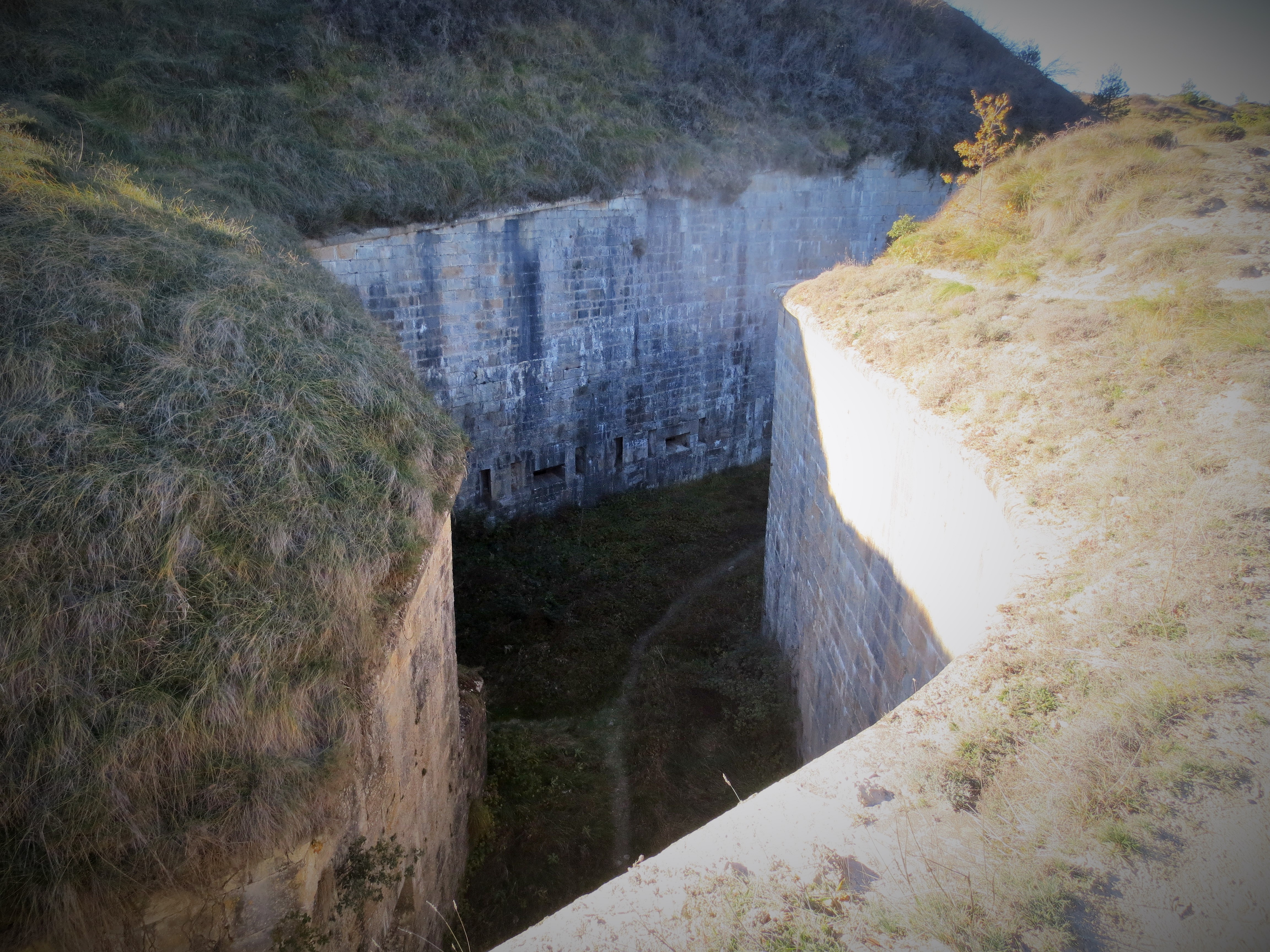
Una vista dels fossats del perímetre del fort

El 1938, el Fuerte de San Cristóbal tenia 2.487 presoners, la majoria dels quals eren sindicalistes i republicans. La situació a la presó era molt greu: les pallisses, la fam extrema i la humitat formaven part de la rutina diària i les malalties i els polls ho infestaven tot. En conseqüència, des de l’1 de gener de 1937 fins al tancament de la presó, el 6 de juliol de 1945, van morir 305 presos.
El dia de la fugida, els amotinats, un grup d'entre 30 i 50 presos, perfectament organitzats i gairebé tots ells esperantistes, van llançar-se damunt els oficials i els van reduir per sorpresa, quan a l'hora de sopar supervisaven el lliurament del menjar —poc més que aigua i patates. De seguida, tots els militars de la guarnició es van rendir. Un soldat, però, que va oposar resistència, va morir com a conseqüència d'un cop amb una barra. En qüestió de minuts els presoners van prendre el fort, van aixecar els parabolts de les cel·les i els pavellons i van convidar tothom a sortir. Un soldat que tornava de Pamplona es va adonar de la situació i va baixar a la ciutat per fer sonar l'alarma. A més, el falangista Ángel Alcázar de Velasco, empresonat després dels successos d'abril de 1937 a Salamanca, també va baixar la muntanya amb la intenció d’avisar.
Quan diversos camions militars, amb grans reflectors, van arribar al fort, alguns presoners van abandonar els seus plans d’escapar. Dels 2487 reclusos que van passar el recompte el dia 22, a les 8:00h del matí, només es van comptabilitzar 1692, a les 2:30h de l'endemà. És a dir, van acabar fugint 795 presoners; això sí, sense tenir cap pla elaborat, mal vestits, sense menjar i sense armes. Els comandaments de l'exercit van organitzar immediatament la persecució dels fugats, una majoria dels quals van ser capturats o assassinats, gairebé sense resistència. El 23 de maig es van interceptar 259 presoners, el dia 24, 445 i l'endemà ja van ser capturats molts menys. Finalment, dels 795 presos, 586 van ser detinguts, 206 van morir —187 identificats i 19 sense identificar— i només 3 van aconseguir arribar a França, la identitat dels quals està documentada: Valentín Lorenzo, José Marinero i Jovino Fernández. L'últim en ser atrapat va ser Amador Rodríguez, capturat el 14 d'agost, tres mesos després de la fuga, el qual va poder sobreviure amagat en una cova i menjant caragols, granotes i herbes, per la qual cosa els companys l'anomenaren afectuosament «Tarzan».
El 1997, un home, que va comentar haver nascut al voltant del 1920, a la zona d'Azagra (Navarra), va arribar des de Califòrnia i va mantenir una sèrie de trobades casuals amb vuit persones, explicant que havia escapat a França després de fugir d'Ezkaba feia seixanta anys. No se sap gairebé res més d'aquest home, al qual posteriorment es va intentar localitzar sense èxit. Tot i que la personalitat de l'anomenat «home de Califòrnia» és un misteri, la seva història podria corroborar l'existència d'un quart fugitiu que hauria pogut fugit i aconseguir la llibertat, la qual cosa situaria la fuga d'Ezkaba com la més reeixida de l'Europa contemporània.
De les persones que es van capturar, 17 reclusos van ser jutjats com a promotors de la fuga, un d'ells va ser internat al manicomi de Pamplona i 14 van ser condemnats a mort i afusellats públicament a La Vuelta del Castillo, darrere de la Ciutadella de Pamplona, el 8 de setembre d'aquell mateix any. Els seus noms i cognoms són els següents: Gerardo Aguado Gómez, Teodoro Aguado Gómez, Bautista Álvarez Blanco, Calixto Carbonero Nieto, Antonio Casas Mateo, Daniel Elortza Ormaetxea, Antonio Escudero Alconero, Ricardo Fernández Cabal, Francisco Herrero Casado, Francisco Hervas Salome, Primitiu Miguel Frechilla, Miguel Nieto Gallego, Rafael Pérez García i Baltasar Rabanillo Rodríguez. Tots els altres capturats, van ser condemnats a 17 anys més de presó, a sumar a les penes ja imposades, exceptuant el cas de l'acusador falangista Ángel Alcázar de Velasco que va rebre una reducció de la pena i els de 60 presos més. Alfonso de Rojas, el director de la presó, va ser destituït del càrrec.
L'origen dels abatuts a les muntanyes, segons el lloc de naixement i el nombre de morts de cada lloc, és el següent,
- 26 morts de Pontevedra
- 21 morts de Valladolid
- 17 morts de Segòvia
- 14 morts de La Corunya
- 13 morts de Lleó
- 9 morts de Salamanca
- 8 morts de Navarra
- 7 morts de Burgos
- 6 morts de Càceres
- 5 morts de les províncies d'Ourense i els mateixos de Biscaia
- 4 morts de cadascuna de les províncies d'Àlaba, Astúries, Cantàbria, i de Lugo
- 3 morts de cadascuna de les províncies de Guipúscoa, Jaén, Palència, i de La Rioja
- 2 morts cadascuna de les províncies de Barcelona, Ciudad Real, Huelva, Madrid, Portugal, Toledo, València, Zamora, i de Saragossa
- 1 mort de les províncies d'Alacant, Àvila, Badajoz, Cadis, Conca, Granada, Múrcia i de Sòria.

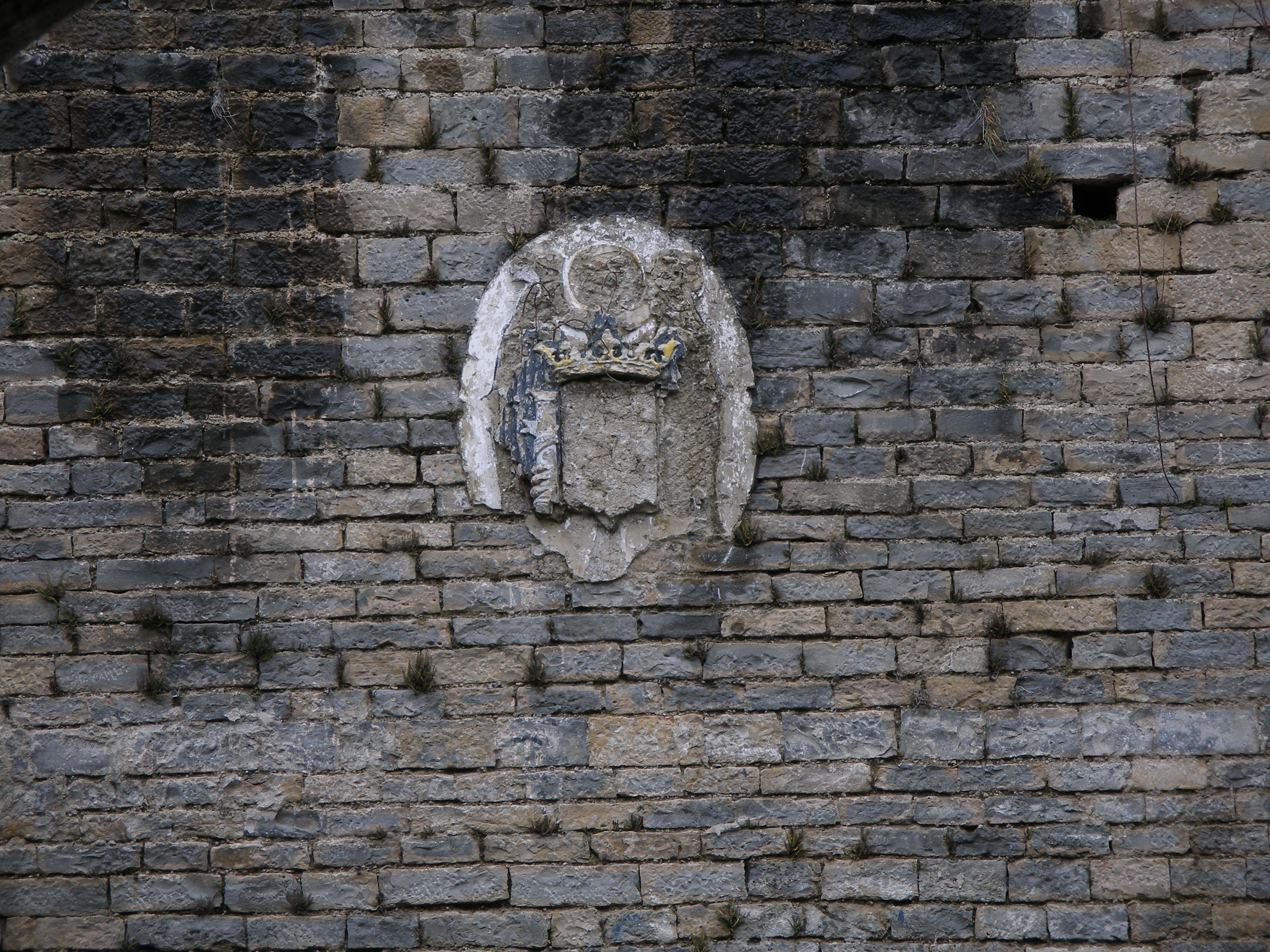
L’ escut franquista davant del fort.

## Homenatges

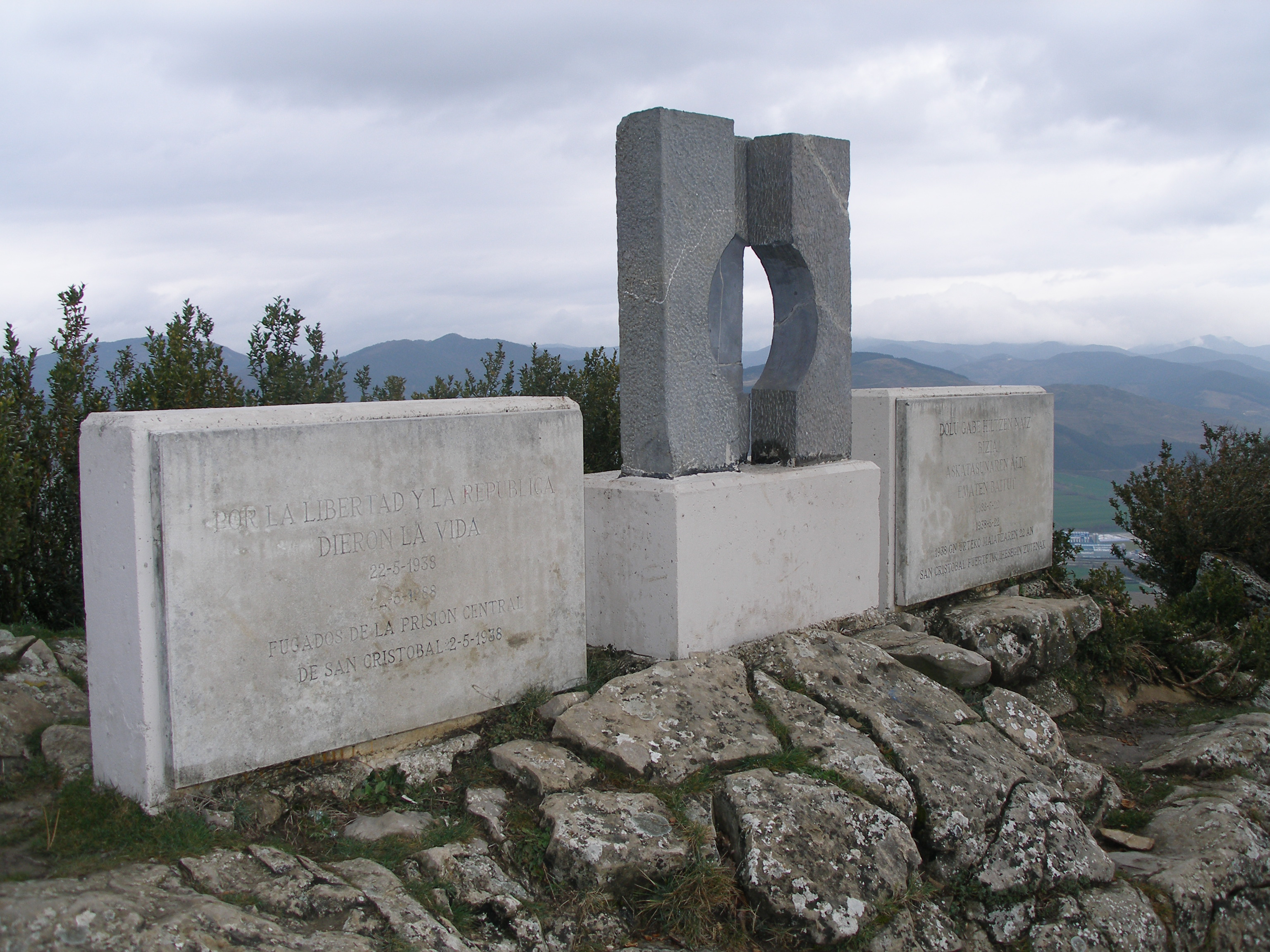
Un monument commemoratiu en honor dels fugitius a la muntanya Ezkaba.

En 1988, amb motiu del 50 aniversari, es va erigir un monument commemoratiu en homenatge als escapolits i caiguts per la llibertat i la república, que es troba, amagat entre la mala herba, en el cim, en un tram descendent de la muntanya Ezkaba. El monument ha estat atacat diversos cops, la tercera vegada, el mes d'agost de 2009 va ser destruït a cops de mall per membres de l'extrema dreta. Aquest atac fou condemnat per tots els partits polítics a excepció del Partit Popular de Navarra.
En record de les 205 víctimes mortals, el 2009 es va iniciar la col·locació de 12 plaques en diversos cementiris al voltant de la muntanya Ezkaba amb els noms dels morts: Aizoáin (10 noms), Ansoáin (20 noms), Añezcar(15 noms), Artica (17 noms), Ballariain (12 noms), Berrioplano (14 noms), Berriosuso (13 noms), Berriozar (47 noms), Elcarte (17 noms), Larragueta (12 noms), Pisa (15 noms) i Oteiza (13 noms). En alguns casos han estat destruïdes de forma vandàlica, com és el cas d'Artica i Aizoáin, entre altres atacs.

## Cultura popular
El 2006, Iñaki Alforja va dirigir i realitzar el documental EZKABA. La gran fuga de las carceles franquistas, un relat de la història de la fuga a través de testimonis dels propis supervivents i dels seus familiars i els d'altres presoners fugats.
En record dels protagonistes dels fets d'Ezcaba el grup de rock Barricada va dedicar una cançó a la fuga del Fuerte de San Cristobal titulada «22 de mayo» en el seu disc La tierra está sorda.
El sender «GR-225, La fugida de Ezkaba-1938-Ezkabako Ihesa» uneix senderisme i memòria, reconstruint alguns dels camins que van seguir els fugats del Fuerte de San Cristóbal, mostrant les fosses que han estat localitzades, i donant detalls sobre el recorregut i les seves diverses etapes.